# Cui Nings dotter
Cui Nings dotter, 700-talet, var en kinesisk uppfinnare. Hon ska ha uppfunnit ett fat för tekoppen. 
Hennes personliga namn är okänt: hon var dotter till Cui Ning, som var guvernör i Sichuan 780-783, och har därför blivit känd som Cui Nings dotter. Under denna tid användes inte fat för tekoppar, och hon brände sig ofta då hon höll i tekoppar när tet var varmt. Att ställa dem på en bricka gjorde att de lätt gled av eller spillde ut te över brickan. Hon uppfann då en ring av vax, senare lack, som sattes fast runt undersidan av tekoppen, och som höll denna på plats på brickan. 
Hennes far blev imponerad över uppfinningen och lät tillverka och sälja den. Den blev sedan allmänt använd.   